# Liber selectarum cantionum

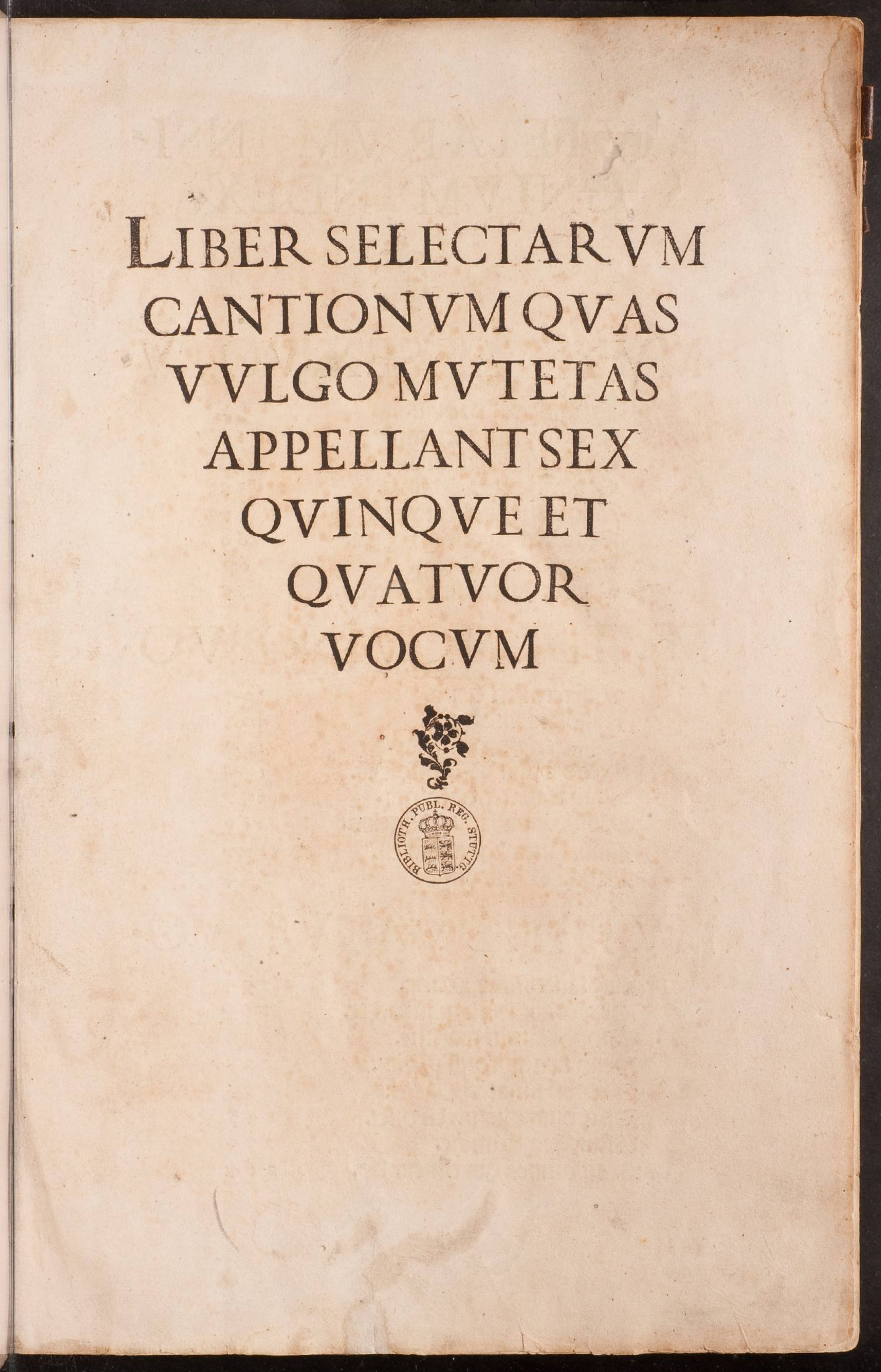
Titelseite des Liber selectarum cantionum

Der Liber selectarum cantionum (RISM A/I S 2804, RISM B/I 15204, VD16 S 5851, vdm 18) ist eine Motettensammlung, die 1520 in Augsburg in der Werkstatt Sigmund Grimms und Markus Wirsungs gedruckt wurde. Ihr voller Titel lautet Liber selectarum cantionum quas vulgo mutetas appellant sex quinque et quatuor vocum, lateinisch für „Buch ausgewählter Gesänge, die man gemeinhin Motetten nennt, zu sechs, fünf und vier Stimmen“. Gewidmet ist der Druck dem Kardinal und Salzburger Fürsterzbischof Matthäus Lang von Wellenburg. Das Nachwort verfasste der Humanist Konrad Peutinger. Ludwig Senfl wählte die Musik aus, bereitete sie für den Druck vor und wirkte möglicherweise auch als Korrekturleser mit.

## Einleitung
Der Liber selectarum cantionum ist die erste Motettenanthologie, die nördlich der Alpen in den Druck gegangen ist. Er wird von der Musikwissenschaft, der Druckforschung und der Kunstgeschichte vor allem wegen dreier außergewöhnlicher Eigenschaften erforscht:
1. Die imposanten Ausmaße von 44,5 cm × 28,5 cm stellen für Druckerzeugnisse mit Mensuralmusik im 16. Jahrhundert eine äußerste Ausnahme dar.
2. Die Notentypen sind die größten, die je für mensurale Musik hergestellt wurden und die in keinem anderen Druck wieder benutzt wurden.
3. Ein Teil der Exemplare enthält einen vollseitigen Holzschnitt eines Wappens mit sieben Farben einschließlich Gold, der zu den kunstvollsten des gesamten 16. Jahrhunderts zählt. Diese Eigenheiten waren derart innovativ, dass sie die Möglichkeiten in der Drucktechnik auf ein neues Niveau anhoben.[1]

20 Exemplare des Liber selectarum cantionum sind erhalten, was für einen Musikdruck dieses Jahrhunderts eine außergewöhnlich hohe Anzahl ist. Hinzu kommt ein Fragment im British Museum in London, das lediglich aus einem Blatt mit einem farbigen Wappenholzschnitt und der ersten Hälfte des Widmungsbriefes besteht. Es ist eingebunden in einen Druck von Wiguleus Hunds Metropolis Salisburgensis, der im Jahr 1582 in Ingolstadt angefertigt wurde.

## Sozialer Hintergrund
Mehrere Personen standen in Verbindung mit dem Druck des Liber selectarum cantionum und auch zwischen ihnen selbst sind direkte oder indirekte Verbindungen nachweisbar.
Grimm arbeitete seit 1507 in Augsburg als Arzt und Apotheker. Im Jahr 1513 heiratete Grimm Magdalena Welser. Diese Ehe hatte für ihn zwei wichtige Folgen. Zum einen avancierte er an die Spitze der Gesellschaft, da er nunmehr Zugang zur Augsburger Herrenstube, dem geschlossenen Zirkel der städtischen Elite, erlangte. Zum anderen ergab sich für Grimm eine gewichtige Verknüpfung, denn Magdalena Welser war eine Kusine zweiten Grades Margarete Welsers, der Ehefrau Konrad Peutingers. Somit standen Grimm und Peutinger in einem entfernten Verwandtschaftsverhältnis. Peutinger war einer der namhaftesten und maßgebendsten Vertreter des Humanismus in Oberdeutschland. Er nahm an der Stadtpolitik Augsburgs teil und unterstützte Kaiser Maximilian I. als kaiserlicher Rat. Dem Familienunternehmen der Welser war er behilflich, indem er sie in juristischen Angelegenheiten beriet. Er war auch ein eifriger Verfechter des Buchdrucks, welchen er besonders in Augsburg unterstützte. Durch seinen Einsatz wurden dort ebenfalls Druckprojekte für den Kaiser unternommen.

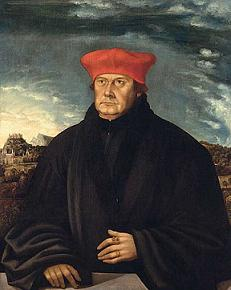
Matthäus Lang von Wellenburg, Fürsterzbischof von Salzburg

Wesentlich für die Verknüpfung von Kontakten war die Sodalitas litteraria Augustana, die 1500 von Peutinger gegründet wurde. Dabei handelt es sich um eine in Augsburg angesiedelte Gesellschaft mit dem Ziel, Humanisten zusammenzubringen, Ideen auszutauschen und diese zu verwirklichen. Zu den Mitgliedern zählte auch Matthäus Lang von Wellenburg, dem der Liber selectarum cantionum gewidmet wurde. Einige Augsburger Drucker gehörten der Vereinigung ebenso an, darunter Grimm und Wirsung. Vermutlich lag es sowohl an dem verwandtschaftlichen Verhältnis als auch an der Sodalitas, die Peutinger mit den beiden Druckern verband, dass er das Nachwort zu dem Musikbuch verfasste.
Wirsung arbeitete ab 1496 als Apotheker in Augsburg (ähnlich wie Grimm), doch wurde er äußerst wohlhabend durch seine Hauptbeschäftigung als Kaufmann im Fernhandel. Spätestens ab 1502 betätigte er sich auch im Buchhandel. Wirsung heiratete 1501 in zweiter Ehe Agathe Sulzer, die wie schon seine erste Frau aus einer vermögenden Kaufmannsfamilie stammte. So erhielt auch Wirsung Zutritt zur Augsburger Herrenstube und wurde hiermit offiziell Mitglied der dortigen Oberschicht. Dieser Ehe entsprang unter anderem Christoph Wirsung.
Grimm und Wirsung waren langjährige Freunde, als Grimm 1517 eine Druckoffizin gründete, der Wirsung im selben Jahr als gleichberechtigter Kompagnon beitrat. Im Gegensatz zu Grimm war für Wirsung dieses Unternehmen nur ein Nebenerwerb. Allerdings konnte dieser das zur Errichtung und zum Unterhalt einer Druckerei notwendige Kapital zur Verfügung stellen. Das Druckprogramm charakterisieren das äußerst hohe Niveau und die Bemühungen, Innovatives hervorzubringen. Beides trifft auch auf den Liber selectarum cantionum zu. Für die Holzschnitte dieses und anderer Drucke heuerten Grimm und Wirsung von 1518 bis 1522 wiederholt den Petrarcameister an, dessen Identität noch nicht genauer geklärt werden konnte.
Lang war ein gebürtiger Augsburger, der in eine verarmte Patrizierfamilie geboren wurde. Er war weitläufig mit Wirsung verwandt, denn der Ururgroßvater seiner Ehefrau war gleichzeitig der Urgroßvater Langs. Obwohl Lang Kleriker war, liegt sein tatsächliches Vermächtnis in seiner Rolle als „rechte Hand“ Maximilians I., was ihn zu seiner Zeit zum zweitmächtigsten Mann im Reich machte. Er und Peutinger kannten einander gut, nicht nur durch die Sodalitas litteraria Augustana. Unter anderem zeigt sich dies stofflich in der Widmung Peutingers Sermones convivales von 1504 an Lang.
Nur vier Tage nach dem Liber selectarum cantionum erschien in Grimms und Wirsungs Pressen ein weiteres Werk, das Lang gewidmet ist: La Celestina. Hierbei handelte es sich um eine Übertragung des ursprünglich spanischen Dramas ins Deutsche mit dem Titel Ain Hipsche Tragedia. Übersetzt wurde das Werk von Christoph Wirsung, dem Sohn Markus Wirsungs, anhand einer italienischen Fassung. In dem Widmungsbrief an Lang erinnert Christoph Wirsung mehrfach an das gemeinsame Verwandtschaftsverhältnis. Das Drama und die Motettensammlung erreichten Lang vermutlich genau oder fast gleichzeitig.
Als Maximilian I. verstarb, war in seinem Testament nicht geregelt, wie sein Thronfolger Karl V. mit den Hofangestellten zu verfahren habe. Davon betroffen war auch die kaiserliche Hofkapelle, der Ludwig Senfl angehörte. Da Karl in Spanien bereits über eine eigene Hofkapelle verfügte, waren alle Sänger Maximilians von Arbeitslosigkeit bedroht. Wo sie sich nach der Beerdigung Maximilians aufhielten, ist nicht eindeutig nachvollziehbar, doch wird vermutet, dass viele von ihnen – einschließlich Senfl – nach Augsburg gingen. Wohl in dieser Zeit begann Senfl für Grimm und Wirsung am Liber selectarum cantionum zu arbeiten.
Während auch Langs Position unter Karl noch unklar war, starb am 7. Juni 1519 Leonhard von Keutschach, der Erzbischof von Salzburg, als dessen Nachfolger Lang 1512 bestimmt worden war. Der Reichtum des Erzstifts bot ihm die Möglichkeit, ein höfisches Leben aufzubauen, das fast an das des Kaisers heranreichte. Am 25. September 1519 wurde Lang zum Bischof geweiht und wurde damit sowohl geistliches als auch weltliches Oberhaupt Salzburgs. Er gründete eine eigene Kapelle, die den höchsten Ansprüchen genügen sollte. Dazu versuchte er ehemalige Musiker Maximilians an seinen Hof zu bringen, darunter sehr wahrscheinlich auch Senfl. Das Repertoire des Liber selectarum cantionum war wohl nicht zufällig gewählt, denn es ist der ehemaligen Hofkapelle entnommen, deren Niveau Lang anstrebte.
Am 28. Oktober 1520 wurde schließlich der Liber selectarum cantionum publiziert, der in der Werkstatt Grimm und Wirsungs gedruckt wurde mit einer Widmung an Lang, einem Nachwort von Peutinger und Musik, ausgewählt und vorbereitet von Senfl.

## Auftraggeber
Es ist noch nicht eindeutig geklärt, wer das Druckprojekt des Liber selectarum cantionum initiiert hat. Damit hängt die Frage zusammen, welche Absichten man mit ihm verfolgte. Es sind allerdings ein paar Theorien aufgestellt worden, die versuchen dieses Thema zu erklären.
Der ersten Theorie zufolge erteilte Kaiser Maximilian I. den Auftrag, das Buch anzufertigen, und es war nur sein unerwarteter Tod, der das Vorhaben in eine kritische Situation brachte. Statt das Projekt aufzugeben, passte man alles an Lang als Widmungsträger an. Eine solche Umwidmung eines Buches war im 16. Jahrhundert weder einmalig noch bedenklich.
Für Maximilian spricht seine Begeisterung für die Drucktechnik. In einem von ihm verfassten Druckprogramm von 130 geplanten Büchern, die ihn und das Haus Habsburg rühmen sollten, ist immerhin auch ein „Musica-Puech“ verzeichnet. Ein weiteres Argument für ihn stellt darüber hinaus die scheinbare Unrentabilität des Liber selectarum cantionum dar, die auch bei kaiserlichen Drucken zu verzeichnen ist. Falls Grimm und Wirsung fest angestellt waren, spielte die Profitabilität für sie keine Rolle. Eine weitere Gemeinsamkeit mit den maximilianischen Drucken ist die mittelalterlich wirkende Ästhetik trotz der Verwendung neuester Drucktechniken. Außerdem gibt es von einigen kaiserlichen Drucken zwei Ausführungen – eine einfachere und eine repräsentativere. So wurden das Gebetbuch und der Theuerdank auf Pergament und auf Papier gedruckt. Eine solche Differenzierung trifft auch auf den Liber selectarum cantionum zu (siehe „Inhalt“). Letztlich kann das farbige Wappen ins Feld geführt worden, denn es ist der einzige deutsche Holzschnitt des 16. Jahrhunderts, der Gold verwendet und für den bislang kein direkter Zusammenhang mit den Habsburgern nachgewiesen werden konnte.
Eine andere, jedoch unwahrscheinliche Möglichkeit ist, dass Senfl selbst der Investor war. Für einen Druck dieser Art wurde ein großes Kapital benötigt, das Senfl nicht hätte aufbringen können. In den Paratexten (dem Vor- und Nachwort) würde er eine zentrale Rolle einnehmen, während er tatsächlich eher kurz genannt wird. Außerdem suchte er keine Anstellung in Salzburg bei Lang, sondern er zog nach München, wo er unter Herzog Wilhelm IV. von Bayern diente.
Es gibt zwei Möglichkeiten, wie man sich Grimm und Wirsung als Initiatoren vorstellen kann. Die eine gleicht der bei Maximilian geschilderten Variante. Nachdem der Kaiser verstorben war, nahmen sie das Projekt mit eigenen finanziellen Mitteln in die Hand. Der anderen Möglichkeit zufolge begannen sie das Buch zu drucken, um die Gunst Langs zu erlangen und/oder um die Exemplare regulär zu verkaufen. Für diese Theorie kann man La Celestina anführen, dessen Widmung wie das Musikbuch Lang schmeicheln sollte. Es ist durchaus möglich, dass sie anstrebten, Hofdrucker des neu inthronisierten Erzbischofs zu werden. Für die These, dass die Drucke verkauft werden sollten, sprechen Einträge in den Exemplaren von Jáchymov und Berlin. In ihnen sind Preise für den Kauf und die Bindung angeführt. Sie belegen allerdings nicht, dass tatsächlich alle Drucke verkauft wurden. Gegen diese These muss man festhalten, dass sie aus dem Verkauf des Liber selectarum cantionum keinen großen Gewinn zu erwarten hatten. Die Kosten für die Herstellung der großen Notentypen waren beträchtlich. Auch das Repertoire wäre unangemessen, da es nur von hochprofessionellen Kantoreien gesungen werden konnte, deren Nachfrage gering war, da sie sich in der Regel durch händische Kopien selbst versorgen konnten.
Dass die Sodalitas litteraria Augustana hinter dem Druck stand, gilt ebenfalls als höchst unwahrscheinlich. Peutinger selbst war an Musik in keiner Weise interessiert. Außerdem war die Förderung der Sodalitas üblicherweise intellektueller Art, nicht finanzieller Natur. Ihr Augenmerk lag zudem auf altertümlicher Literatur, nicht neuerer Musik.
Gemäß der letzten Theorie war Lang selbst der Auftraggeber. Demnach war der Liber selectarum cantionum ein Repräsentationswerk, dessen Exemplare Lang als Dankesgabe an seine Getreuen überreichte und ihnen seinen Machtstatus vor Augen führte. Gegen diese Vermutung spricht, dass in den erhaltenen Exemplaren einige Besitzervermerke erhalten sind, doch steht keiner von ihnen in einem nachweisbaren Verhältnis zu Lang.

## Inhalt

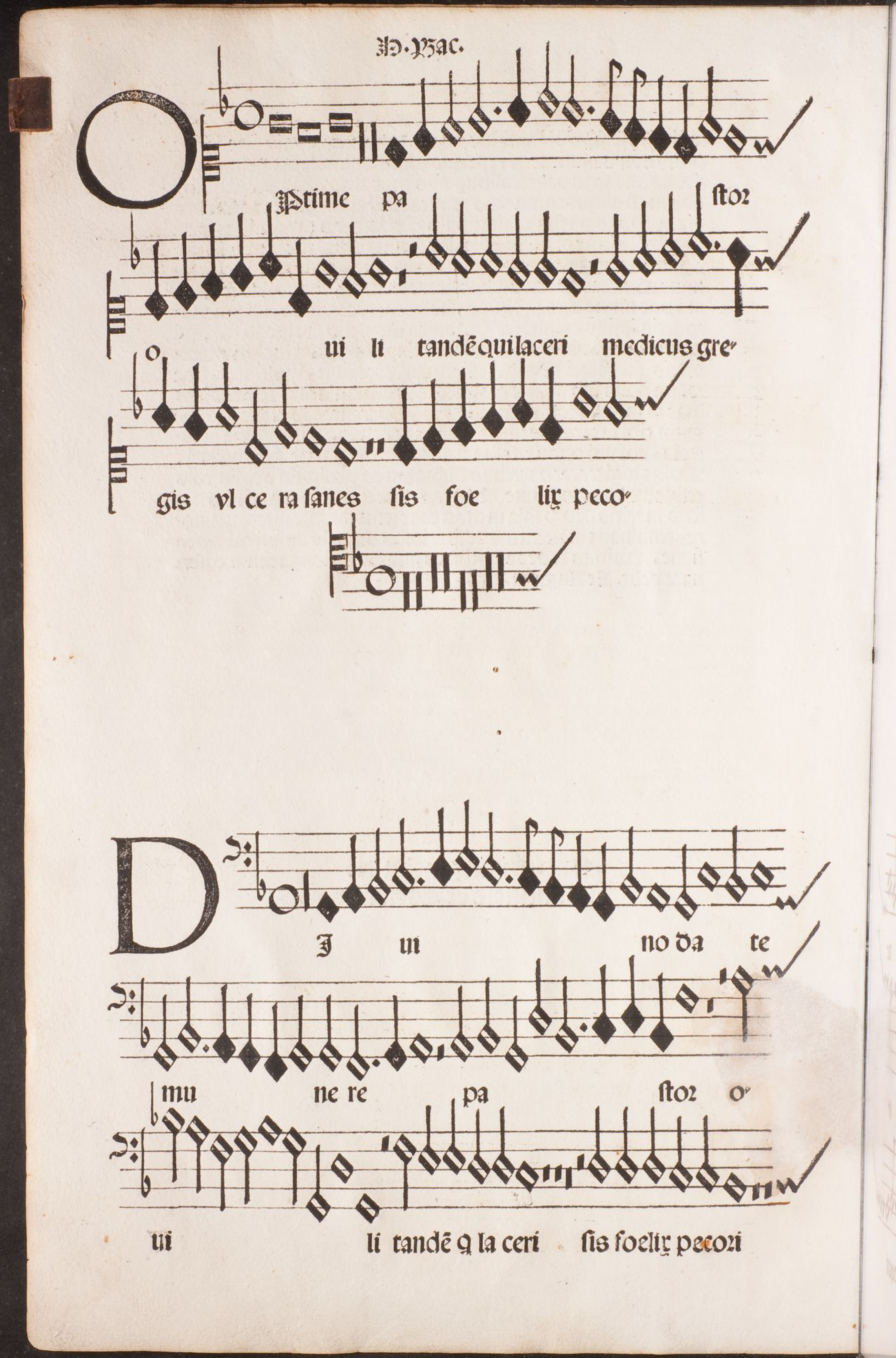
Erste Seite der Motette Optimo divino date munere pastor von Isaac, f. 1v

Die folgende Tabelle gibt einen Überblick über den Inhalt des Liber selectarum cantionum:
- Titelseite
- Schwarz-weißes Wappen oder Inhaltsverzeichnis
- Inhaltsverzeichnis oder farbiges Wappen
- Zwei Seiten Widmungsbrief einschließlich Druckprivilegien
- Acht Motetten zu sechs Stimmen:
  - Optime divino date munere pastor von Heinrich Isaac
  - Praeter rerum seriem von Josquin Desprez
  - Virgo prudentissima von Isaac
  - O virgo prudentissima von Josquin
  - Anima mea liquefacta est von Anonymus
  - Benedicta es celorum regina von Josquin
  - Pater de celis deus von Pierre de la Rue
  - Sancte Pater divumque decus von Senfl
- Zwei Trennseiten
- Acht Motetten zu fünf Stimmen:
  - Miserere mei deus von Josquin
  - Inviolata integra von Josquin
  - Salve crux arbor vitae von Jacob Obrecht
  - Lectio actuum apostolorum von Anonymus (tatsächlich: Viardot)
  - Stabat mater dolorosa von Josquin
  - Missus est Gabriel angelus von Jean Mouton
  - Anima mea liquefacta est von Anonymus
  - Gaude Maria virgo von Senfl
- Zwei Trennseiten
- Acht Motetten zu vier Stimmen:
  - Ave sanctissima Maria von Isaac
  - De profundis clamavi ad te von Josquin (tatsächlich: Nicolas Champion)
  - Prophetarum maxime von Isaac
  - Deus in adiutorium meum von Anonymus (tatsächlich: Nicolas Champion?)
  - O Maria mater Christi von Isaac
  - Discubuit Hiesus et discipuli von Senfl
  - Usquequo domine von Senfl
  - Beati omnes qui timent dominum von Senfl
- Nachwort an den Leser von Konrad Peutinger
- Rätselkanon Salve sancta parens von Senfl

Herkömmlich werden eine luxuriösere und eine schlichtere Fassungen des Druckes unterschieden. Diese Differenzierung erfolgt ausschließlich anhand der ersten vier Seiten, deren Abfolge sich je nach Version leicht unterscheidet. In der wertvolleren lautet sie: Titel – Inhaltsverzeichnis – (farbiger) Holzschnitt – erste Seite der Widmung. In der einfacheren ist es hingegen: Titel – (schwarz-weißer) Holzschnitt – Inhaltsverzeichnis – erste Seite der Widmung.
Auf der ersten Seite ist der Titel des Buches angegeben, wobei die Wörter in einem Dreieck angeordnet sind. In den zwei Fassungen unterscheiden sich die Titelseiten lediglich im ersten Buchstaben, der in der luxuriöseren Version etwas größer als die restlichen Lettern ausgeprägt ist.

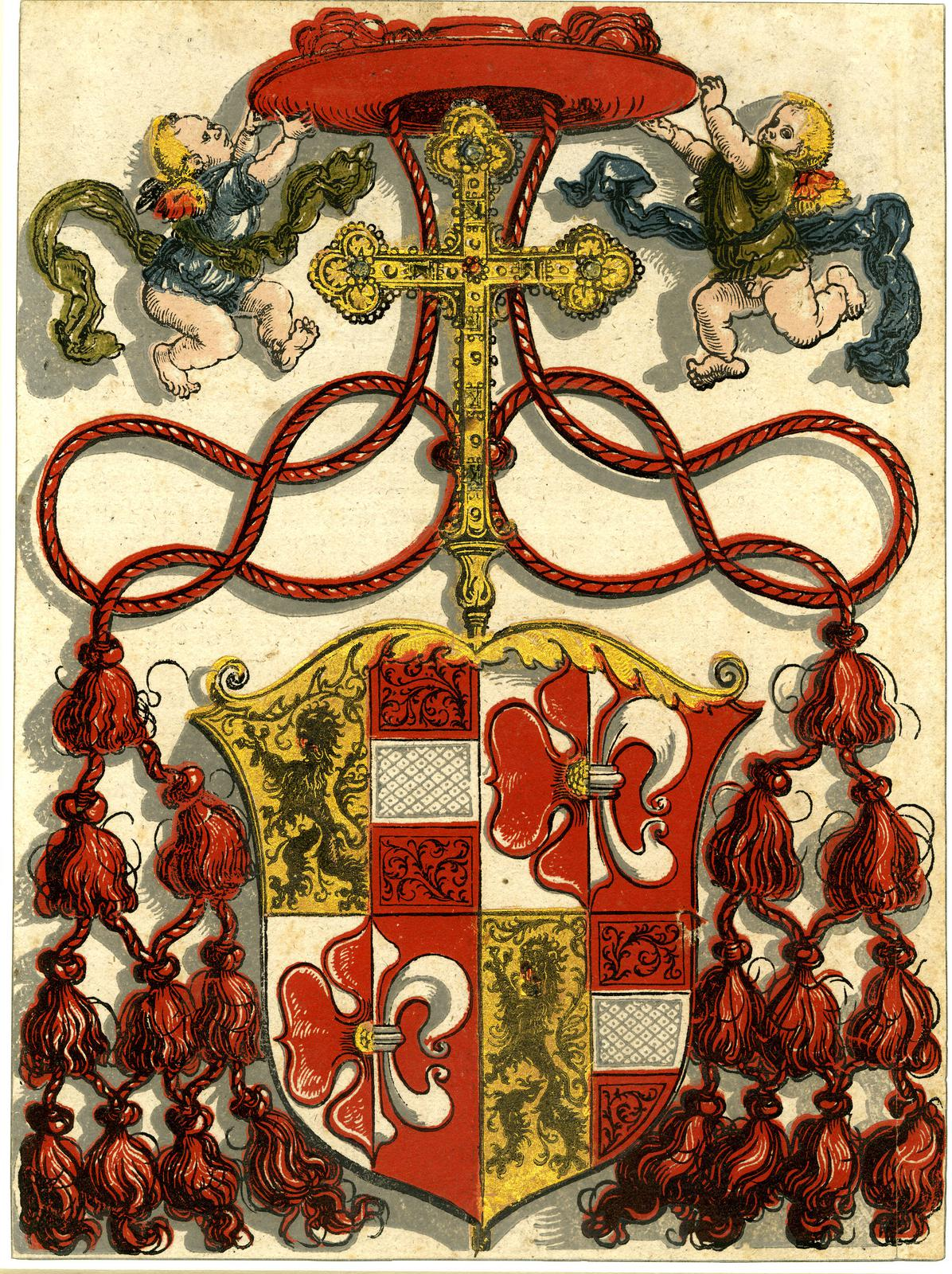
Farbiger Wappenholzschnitt im Liber selectarum cantionum

Die Holzschnitte zeigen das Wappen Langs, dessen Schild viergeteilt ist. Oben rechts und unten links sieht man das persönliche Wappen Langs, oben links und unten rechts das Wappen des Salzburger Erzstifts. Umgeben wird es von einem Legatenkreuz und einem roten Kardinalshut, den man durch die herunterhängenden zehn Quasten pro Seite identifizieren kann. In der einfachen Version wurde nur Schwarz verwendet. Den Luxus der prunkvolleren Fassung macht hingegen der farbige Holzschnitt aus. Das exakte Aufeinanderpassen der Holzstöcke war ungemein schwierig. Während man sechs Farben auf die gewohnte Art druckte, musste bei der siebten Farbe anders verfahren werden. Man „druckte“ ein Klebemittel, welches dann als Basis für das Blattgold diente. Die Komplexität dieses Holzschnitts sollte im deutschsprachigen Gebiet erst im späten 19. Jahrhundert übertroffen werden. Insbesondere der farbige Holzschnitt scheint großes Interesse geweckt zu haben, da er bei einigen Exemplaren herausgetrennt wurde.
Das Inhaltsverzeichnis liegt ebenfalls in zwei Fassungen vor. Die Überschriften lauten anders, doch die Angaben der Motetten bleiben gleich. Der Rätselkanon am Ende des Buches wird nicht angeführt. Während in der schlichten Version nur einfache Buchstaben Anwendung finden, treten in der luxuriöseren auch Ligaturen, Abkürzungssymbole und in Punzen eingeschlossene Lettern auf.
Der Widmungsbrief an Lang besteht aus zwei Seiten. Von der ersten gibt es ebenso zwei Versionen. In der simpleren Variante beginnt der Text nach der Grußformel (Salutatio) mit einer einfachen großen C-Initiale, während in der prächtigeren Version der Buchstabe von floralen Elementen umgeben ist. Unabhängig von den zwei herkömmlich unterschiedenen Fassungen liegt die zweite Seite der Widmung auch in zwei Versionen vor, von denen eine Senfl ausdrücklich als Schweizer bezeichnet. Unklar ist, ob und warum die Drucker die Herkunftsbezeichnung während der Herstellung entfernten oder gesondert hinzufügten. An dieser Stelle beginnt auch die Foliierung, d. h. jede rechte Seite ist nummeriert.
Die Drucker Grimm und Wirsung selbst wenden sich in der Widmung an Lang. Sie ist in Latein auf dem höchsten Niveau geschrieben. In Anschluss an das Lob auf die Musik betonen sie, dass nur Lang ein solches Werk wie den Liber selectarum cantionum verdiene. Er möge Gefallen daran finden und ihnen sein Wohlwollen offenbaren. Im Text wird Senfl als Mitarbeiter erwähnt, doch wird die Art seiner Tätigkeit nicht genauer dargelegt. Unter der Widmung werden die Druckprivilegien des Papstes und des Kaisers genannt: „Sub privilegio summi Pontificis et Caesaris“. Sie schützten Grimm und Wirsung vor Nachdruckern, die ohne den großen Aufwand der Auswahl und Vorbereitung der Werke den Liber selectarum cantionum zu geringeren Kosten hätten imitieren und verkaufen können.
Es folgen die 24 Motetten, je acht zu sechs, fünf und vier Stimmen. Zu Beginn der meisten Werke wurde in der Kopfzeile der Name des Komponisten eingefügt, dem Senfl die Motette zuschrieb. Höchstwahrscheinlich gehörte es zu Senfls Aufgabenbereich, die Kompositionen auszuwählen. Alle Motetten wurden erst wenige Jahre zuvor geschrieben, waren also noch relativ neu. Die Hälfte von ihnen richten sich explizit an Maria oder sind mariologisch deutbar, was der weit verbreiteten Marienverehrung der Zeit geschuldet ist. Josquin und Isaac hatten den größten Einfluss auf Senfl und wohl deshalb sind ihre Kompositionen so stark vertreten. Als Ausdruck seiner Verehrung positionierte er sie an die Anfänge der drei Abschnitte. Seine eigenen Werke stellte er an die Enden, womit er sich etwas widersprüchlich bescheiden zeigte und sich gleichzeitig als Höhepunkt dieses Genres in Szene setzte.
Auf der vorletzten gedruckten Seite findet man das lateinische Nachwort Konrad Peutingers, das eine Art Gegenpart zu der Widmung darstellt. Peutingers Adressat ist der „geneigte Leser“. Er lobt Grimm und Wirsung, Senfl und die Aufwändigkeit des Drucks, insbesondere die eigens angefertigten großen Notentypen. Er datiert seinen Brief mit den Worten „v. kal’s Nove[m]bris. Anno salutis. M.D.XX.“, was mit dem 28. Oktober 1520 zu übersetzen ist.

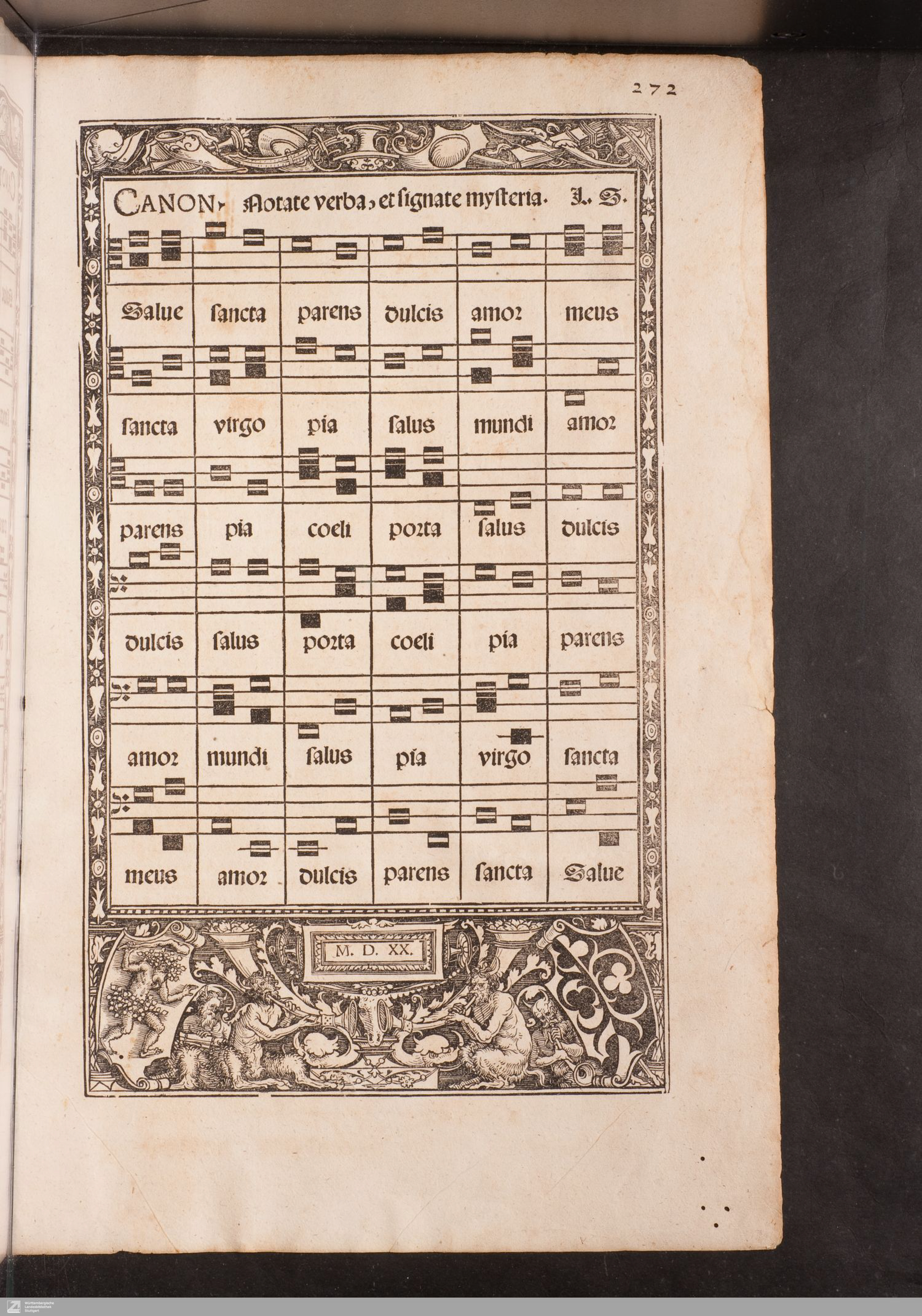
Rätselkanon im Liber selectarum cantionum, f. 272r

Am Ende des Buches wurde ein vollseitiger schwarz-weißer Holzschnitt gedruckt. Unten sind die Wappen Grimms und Wirsungs abgebildet. Den Hauptteil nimmt jedoch der Rätselkanon Salve sancta parens von Senfl ein. In ein Gitter von 6 × 6 Feldern sind Noten mit Silben eingetragen. Darüber steht eine absichtlich kryptische Anweisung auf Latein. Übersetzt lautet sie: „Beachtet die Worte und macht das Geheimnis erkenntlich.“ Die Unterhaltung lag darin, dass nur durch mehrmaliges Ausprobieren verschiedener Auflösungsarten sich die richtige finden ließ. Der Kanon mag vom Renaissance-Okkultismus beeinflusst sein. Ihm gemäß kann man mit einem Gitter dieser Größe (und anderen Tätigkeiten) die Gunst der Sonne auf sich wenden, die den Bittenden unbesiegbar und erfolgreich machen würde. Scheinbar sollte so Lang auf magische Art Glück gewünscht werden.

## Druckprozess
Die gesamte Titelseite und die Überschriften des Inhaltsverzeichnis wurden mit einem Typensatz der Antiqua gedruckt, die man für liturgische Drucke für ungebührlich hielt. Der Liber selectarum cantionum ist nicht explizit für die Messe gedacht, aber er enthält eindeutig geistliche Motetten. Ziel der Antiqua scheint es, dem Buch einen humanistischen und gelehrten Anstrich zu verleihen. Der weit überwiegendere Teil ist hingegen mit der Rotunda gesetzt worden, die besonders in Augsburg populär war und als edelste unter den Schriftarten galt. Durch sie sollte also der Druck sehr vornehm wirken. Im Index erscheinen beide Schriftarten kombiniert, wodurch sich ein eleganter Übergang von einer Schrift zur anderen ergibt.
Für die Motetten verwendeten Grimm und Wirsung das sogenannte Doppeldruckverfahren. Als erstes druckte man die Notenzeilen alleine und erst im zweiten Schritt folgten die Noten, die Notenschlüssel, die Textierung und etwaige andere Elemente. Diese Technik war noch relativ neu. Der erste Druck mensuraler Musik mit beweglichen Typen entstand 1501 in der Offizin Ottaviano Petruccis.
Wie hoch die Auflage gewesen sein mag, ist überaus schwierig zu schätzen, da nur wenige gewisse Zahlen für vergleichbare Projekte überliefert sind. Außerdem ist unbekannt, über wie viele Pressen Grimm und Wirsung verfügten, wie viele Arbeiter sie angestellt hatten und über welchen Zeitraum genau sie den Liber selectarum cantionum druckten. Die Auflagenhöhe mag unter 500 Exemplaren gelegen haben, von denen lediglich ein geringer Teil über das farbige Wappen verfügte.
Im 16. Jahrhundert gab es verschiedene Möglichkeiten, mit Fehlern im Druckbild umzugehen. Im Falle des Liber selectarum cantionum druckte man Exemplare eines bestimmten Bogens, auf den vier Seiten passen. Während die Arbeit fortging, nahm sich ein geschulter Fachmann, Korrektor genannt, einen fertigen Bogen und untersuchte ihn auf Makel. Konnte er welche ausfindig machen, hielt man die Pressen an, berichtigte die Druckform und fuhr mit dem Druck fort. So entstand eine sogenannte Presskorrektur. Die früheren und damit fehlerhaften Bögen wurden weder aussortiert noch per Hand berichtigt, sondern in ihrer Form in die Bücher aufgenommen. Als am Ende des Drucks die Bögen zu Büchern zusammengesetzt wurden, wurden die Bögen quasi-zufällig gewählt. So haben manche Exemplare des Liber selectarum cantionum an einer Stelle mal einen früheren fehlerhaften Bogen und an anderer Stelle einen späteren korrigierten.
Durch einen Vergleich aller erhaltenen Exemplare zeigt sich, dass zwei verschiedene Stile in der Korrektur vorherrschten. Von Folio 1 bis 24 gibt es Änderungen auf jeder Seite, die Unterschiede sind zahlreich und es gibt sowohl Eingriffe, die substanziell etwas ändern, als auch solche, die nur das ästhetische Erscheinungsbild abwandeln. Ab Folio 25 bis zum Ende der Motetten (Folio 271r) gibt es Seiten, die nur in einer Fassung erhalten sind, erheblich weniger Änderungen und solche nur in der Form, dass etwas substanziell modifiziert wird. Die Motivation für diesen Wechsel bleibt im Dunkeln. Naheliegend ist die Vermutung, dass die ersten Seiten ein Korrektor – möglicherweise Senfl selbst – bearbeitete und ab Folio 25 ein anderer Korrektor die Aufgabe übernahm.
Falls mehrere Versionen einer Seite vorliegen, beträgt deren Anzahl meistens zwei. Seltener liegen drei oder sogar vier Fassungen vor. In mehreren Fällen gibt es eindeutige Fehler, z. B. falsch geschriebene Wörter oder fehlerhaft gesetzte Custodes. Mit ihrer Hilfe lassen sich mittels eines Vergleich aller Exemplare allerdings auch Varianten zeitlich vor und nach der Korrekturlesung einordnen, deren Richtigkeit auf den ersten Blick strittig gewesen ist. Von Nutzen ist hierbei vor allen Dingen die Tatsache, dass stets ein Bogen als ganzer berichtigt wurde. Findet man also einen eindeutigen Fehler auf einer Seite, müssen auch die Varianten auf den restlichen Seiten desselben Bogens fehlerhaft sein.
Der Vergleich zeigt, dass es nicht nur eine luxuriösere und eine schlichtere Fassung des Liber selectarum cantionum gibt. Bezieht man nicht ausschließlich die ersten vier Seiten, sondern das gesamte Buch ein, findet man, dass keines der erhaltenen Exemplaren einem anderen gleicht. Allein auf der Ebene des Drucks ist jedes Exemplar einzigartig.

## Nachträgliche Änderungen
Es liegen eine Vielzahl von Änderungen vor, die erst nach dem eigentlichen Druck angebracht wurden.
Eine der offensichtlichen Spuren späterer Eingriffe sind die Einbände, da keiner von ihnen einem anderen gleicht. Bei vielen Exemplaren stammen sie noch von den ersten Besitzern. Daraus kann abgeleitet werden, dass der Liber selectarum cantionum ungebunden übergeben wurde, wie es unter Buchhändlern im 16. Jahrhundert üblich war. Die Bindung erfolgte meist lokal. Gewöhnlich setzte man hierbei je ein leeres Blatt vor und nach den gedruckten Teil. Diese Blätter nennt man fliegendes-Vor- bzw. Nachsatzblatt. Vor allem auf den Vorsatzblättern (gelegentlich auch auf dem Nachsatzblatt oder den gedruckten Seiten) haben sich in vielen Exemplaren Menschen als Besitzer verewigt. In den meisten Fällen sind diese historisch identifizierbar und können der gesellschaftlichen Elite zugeordnet werden. Allerdings waren sie nicht so wohlhabend und einflussreich, dass sie eine eigene Kapelle unterhielten. Die Motivation ein Exemplar zu erstehen, bestand demnach nicht darin, ein Sängerensemble mit Musik zu versorgen. Vielmehr muss der Anreiz in den eingangs erwähnten außerordentlichen Eigenschaften des Drucks gelegen haben. Unterstützt wird diese These von den vielen gefundenen Presskorrekturen, denn Grimm und Wirsung haben die früher gedruckten und fehlerhaften Seiten weder berichtigt noch haben sie eine Errataliste ans Ende des Buches gesetzt. Praktikabilität war ihnen und den Käufern demnach nicht so wichtig. Die Namen lassen sich nicht mit Lang in Beziehung setzen, was gegen die Theorie spricht, er habe den Druck in Auftrag gegeben. Manche Personen waren sogar engagierte Protestanten, denen Lang gewiss kein Buch als Gabe überreicht hätte.
Durch weitere händische Einträge und Stempel lässt sich in der Besitzergeschichte (Provenienz) ein Trend festhalten. Ein Mann aus der gesellschaftlichen Oberschicht kaufte ein Exemplar. Es blieb eine Zeit lang in Familienbesitz, bis es jemand einer geistlichen Institution schenkte. Durch die fortlaufende Säkularisation fiel der Besitz der Einrichtung in staatliche Hände und damit geriet das Exemplar in eine öffentliche Bibliothek. In neuerer Zeit haben manche ihr Exemplar digitalisiert und im Internet öffentlich zugänglich gemacht.
Während die Besitzereinträge in der Regel kurz gehalten sind, gibt es zwei auffällige Ausnahmen. Im Regensburger Exemplar befindet sich ein zweiseitiges handgeschriebenes Vorwort. In ihm wendet sich Stephan Consul 1560 an den Regensburger Senat. Er erarbeitete mit Primus Truber eine Übersetzung des Neuen Testaments ins Kroatische. Falls die Ratsherren ihn weiter unterstützten, würden sie mit ihm den göttlichen Lohn teilen. Ähnlich wurde im Exemplar Jáchymovs zwei Seiten einer Widmung von Hand ergänzt. In lateinischen Gedichten schenkt Matthias Gucchanius das Buch Dr. Wolfgang Gortelerus, dessen musikalische Fähigkeiten er lobt.
In zwei Exemplaren sind Preisnotizen erhalten. Dasjenige aus Berlin hält einen Preis von zweieinhalb Gulden für den Kauf und dreiviertel Gulden für das Einbinden fest. Die Jáchymover Kopie verzeichnet die Kosten für den Erwerb auf zwei Gulden. Somit ist belegt, dass ein Teil der Exemplare – vorstellbar sogar alle – zum Verkauf standen.
Im Motettenabschnitt blieben die meisten Fehler unberichtigt. Doch gibt es manchmal Einträge, die darauf hindeuten, dass die Exemplare tatsächlich praktische Anwendung fanden. In manchen Motetten wurden Zahlen über Ligaturen (Kombinationen von Noten) angefügt, die deren Werte auflösen. Gelegentlich liegen Korrekturen der Noten oder des Textes vor, die nicht zwingend den später gedruckten, also von Grimm und Wirsung berichtigten, Fassungen entsprechen. Solche Veränderungen sind eher als punktuell zu bezeichnen, während es wenige größer angelegte Eingriffe gibt. Im Tübinger Exemplar hat ein Schreiber für Josquins Miserere mei deus eine optionale Stimme ergänzt. Aufgrund der neuen Auffassung Marias im Protestantismus hat jemand Texte in den Exemplaren Fuldas und Cambridges (Massachusetts) angepasst, sodass Maria nicht mehr direkt als Fürsprecherin angebetet wird.

### Digitalisate
- Exemplar der Österreichischen Nationalbibliothek in Wien
- Exemplar der Ausstellung der Bibliothek der Lateinischen Schule von Jáchymov
- Exemplar der Bayerischen Staatsbibliothek in München
- Exemplar der Staatlichen Bibliothek Regensburg
- Exemplar der Württembergischen Landesbibliothek in Stuttgart
- Eines der zwei Exemplare der British Library in London
- Fragment des British Museum in London

### Wissenschaftliche Datenbanken
- Eintrag in RISM Online
- Eintrag im VD16
- Eintrag im VDM16
- Eintrag von Christoph Wirsungs Ain Hipsche Tragedia (= La Celestina) im VD16 mit Links zu Digitalisaten